# پلو ایگواران
پلو ایگواران (انگلیسی: Pello Iguaran; ۲ ژوئیهٔ ۱۹۴۰ – ۱۶ ژانویهٔ ۲۰۱۵) بازیکن فوتبال اهل اسپانیا بود.
از باشگاه‌هایی که در آن بازی کرده‌است می‌توان به باشگاه فوتبال دپورتیوو آلاوس و باشگاه فوتبال رئال سوسیداد اشاره کرد.